# Фототипія
Фототипія (грец. phõs, родовий відмінок phõtos — світло і typos — зразок, відбиток, форма. англ. collotype, phototype, collotype (phototype) printing, collotype (phototype) procese, нім. lichtdruck, fototypie — особливий, безрастровий спосіб друку) — це один зі способів друку, який дозволяє відтворювати тонове зображення (з переходами від слабших тонів через проміжні до сильніших й навпаки) без допомоги растра, тобто без оптичної розбивки зображення на мікрокрапки з рівновіддаленими центрами. У фототипії, як і в літографії, фарба із друкарської форми передається безпосередньо на папір.

## Класифікація фототипії
Класичний метод виготовлення фототипії базується на чотирьох, основних процесах: виготовленні негатива, фотоформи, друкарської форми та власне друку.
Попри майже півторасторічний строк існування фототипії та появу нових видів друку, її зображувальні характеристики й нині вважають неперевершеними.
Фототипію часто називають одним із видів «плаского, безрастрового» друку. Але це не зовсім вірно. Вона не може, у повному розумінні цього слова, бути таким. Так, однією із характерних для фототипії рис є те що копіювальний шар її друкарської форми, служить водночас, і як формний матеріал, на поверхні якого знаходяться друкувальні та пробільні елементи. Таким чином, в цьому смислі, тут ми бачимо схожість із формами високого друку. Але, на відміну від останніх, у фототипній друкарській формі друкувальні елементи знаходяться нижче пробільних, що більше відповідає будові форм глибокого друку. Крім цього, процес нанесення фарби на фототипну форму ґрунтується на ефекті вибіркового змочування пробільних елементів водою, а фарбних — жирними фарбами, що є специфічною прикметою форм плаского друку, наприклад — офсету. На відміну ж від офсету, який має, як правило, впорядкований растр, фототипна форма має невпорядкований растр до того ж із несиметричних елементів, і цим вона схожа на літографію. З цього видно що в деяких, окремих деталях, вона схожа на той чи інший вид друку але, сума інших відмінностей, різко відрізняють її від якогось із них конкретно. На основі цього можна із впевненістю стверджувати що фототипія є особливим і окремим видом друку і всі її особливості підтверджують це.

## Художники-фототипісти
- Якуб Гуснік